# 子午镇 (西乡县)
子午镇，是中华人民共和国陕西省汉中市西乡县下辖的一个乡镇级行政单位。
2015年，陕西省民政厅批复同意将白龙塘镇罗家院村划归子午镇。

## 行政区划
子午镇下辖以下地区：
罗家村、民新村、王家坝村、沙沟村、响潭村、马家槽村、马家庄村、回龙村、张柳村、七星坝村、大堰村、汉江村、檀树坪村、耳扒村和段家营村。